# Nieuwe Noord
Het Nieuwe Noord is een straat in de binnenstad van de Noord-Hollandse stad Hoorn. De straatnaam verwijst naar de ligging en de bouw direct achter het Grote Noord. Het Nieuwe Noord loopt dan ook evenwijdig aan het Grote Noord. In het verlengde van het Nieuwe Noord liggen 't Glop en aan de andere kant de zuidelijke helft van de Veemarkt.

## Geschiedenis
Tot 1595 heette de straat Burchwal, het was nog een gracht in het verlengde lag de Burchsloot. De Burchwal is nu het Nieuwe Noord en de Burchsloot is nu 't Glop. Dit is ook nog te zien op de kaart van Jacob van Deventer uit 1559. Op de kaart Paulus Utenwaal uit 1596 is de Burchwal een straat. De gracht is tussen 1560 en 1595 gedempt en gedeeltelijk overwelfd.

## Verloop
De straat begint bij de Lange Kerkstraat en eindigt bij het Breed en de Veemarkt. Daartussen kruist de straat met een aantal stegen, dat zijn:
1. Nieuwsteeg
2. Duinsteeg

Tussen de Lange Kerkstraat en de Duinsteeg lopen de Nieuwe- en Grote Noord vrijwel evenwijdig. Na de Duinsteeg wijkt de Nieuwe Noord een beetje af naar het Noorden.

## Monumenten
Aan de straat bevinden zich meerdere rijksmonumenten en een aantal gemeentelijke monumenten.

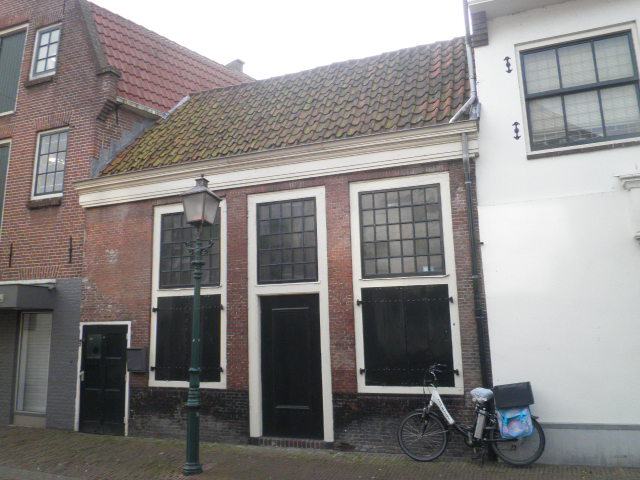
Pand staat aan het Nieuwe Noord, maar heeft als adres Nieuwsteeg 12
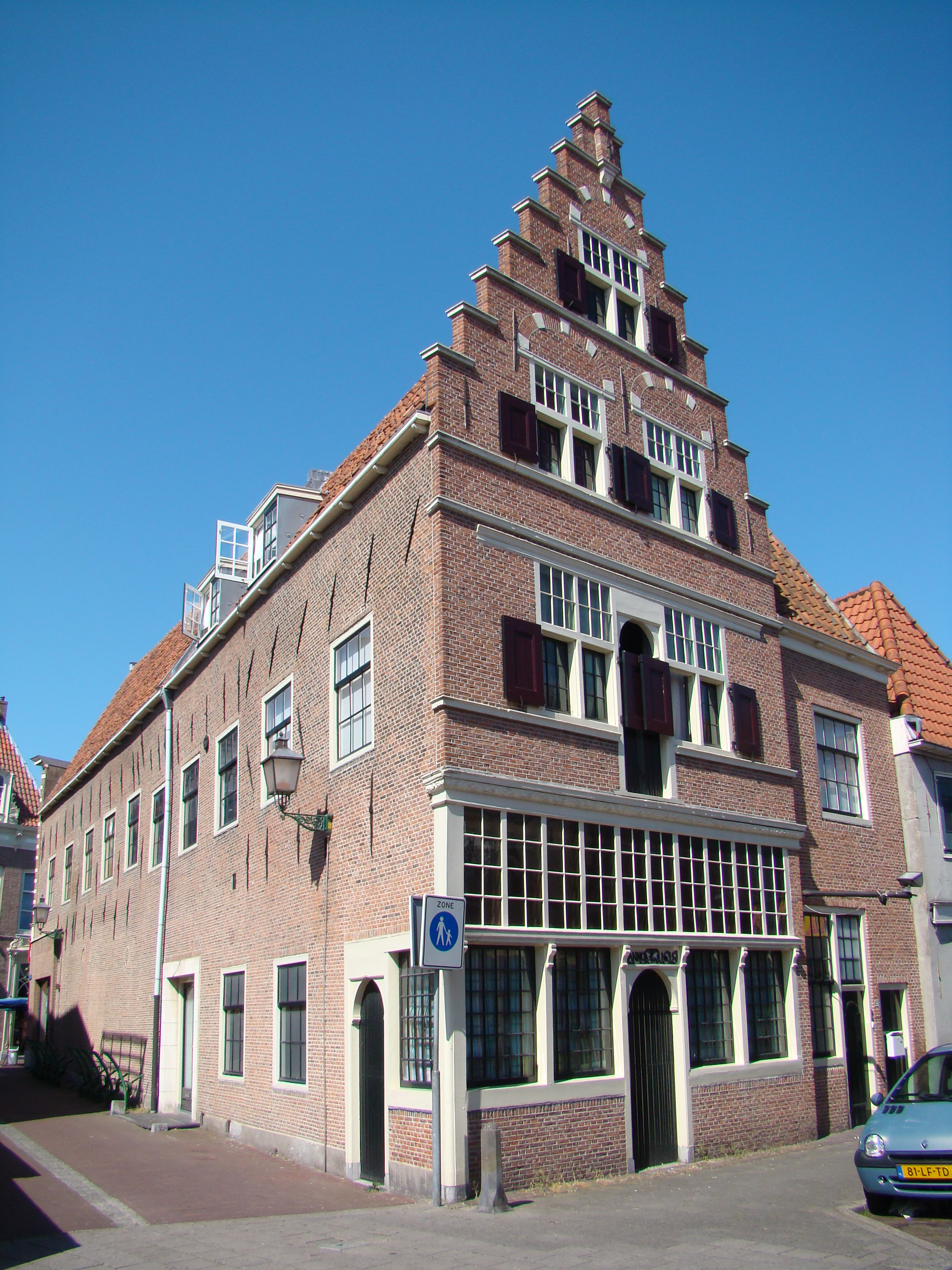
Nieuwe Noord 45
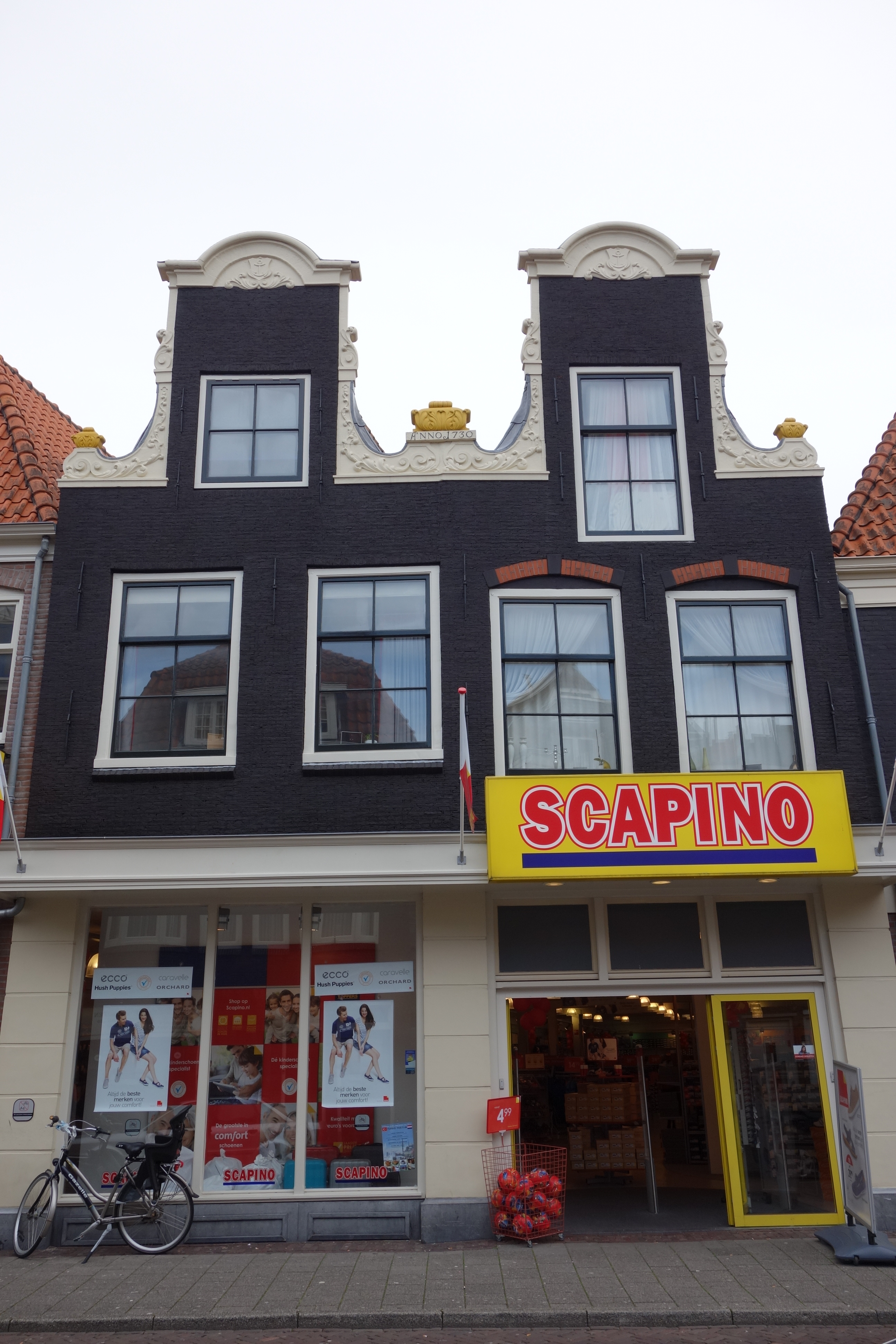
Nieuwe Noord 54-58. Tweelinggevels.

Straten: ABC
· Achter de Vest
· Achter op 't Zand
· Achterom
· Achterstraat
· Appelhaven
· Baanstraat
· Bierkade
· Binnenluiendijk
· Breed
· Breestraat
· Buurtje
· Dal
· Draafsingel
· Dubbele Buurt
· G.J. Henninkstraat
· Gasfabriekstraat
· Gedempte Appelhaven
· Gedempte Turfhaven
· Gerritsland
· Gouw
· Grashaven
· Gravenstraat
· Grote Noord
· Grote Oost
· Hoge Vest
· Jeudje
· Italiaanse Zeedijk
· Keern (gedeeltelijk)
· Kerkstraat
· Kleine Noord
· Kleine Oost
· Koepoortsweg (gedeeltelijk)
· Korenmarkt
· Korte Achterstraat
· Kruisstraat
· Kuil
· Lange Kerkstraat
· Lindestraat
· Munnickenveld
· Muntstraat
· Nieuwe Noord
· Nieuwendam
· Nieuwland
· Nieuwstraat
· Noorderstraat
· Onder de Boompjes
· Oude Doelenkade
· Pakhuisstraat
· Peperstraat
· Ramen
· Scharloo
· Schuijteskade
· Slapershaven
· Spoorstraat
· Trommelstraat
· Turfhaven
· Veemarkt
· Veermanskade
· Venidse
· Vijzelstraat
· Vismarkt
· Visserseiland
· Vollerswaal
· West
· Westerdijk
· Wisselstraat
· Zon

Pleinen: De Driestal
· Kazerneplein
· Kerkplein
· Koepoortsplein
· Noorderveemarkt
· Roode Steen
· Vale Hen

Stegen: 't Glop
· Appelsteeg
· Arminiaanse Glop
· Bagijnensteeg
· Bottelsteeg
· Bottersteeg
· Broeksteeg
· Brouwerijsteeg
· Clara's Klooster
· De Zak
· Duinsteeg
· Foreestensteeg
· Geldersesteeg
· Gortsteeg
· Hanekamsteeg
· Hemelsteeg
· Hoogesteeg
· Jan Haringsteeg
· Jan van Necksteeg
· Jeroenensteeg
· Kleine Havensteeg
· Kloppoort
· Knipboogsteeg
· Mallegomsteeg
· Melknapsteeg
· Molsteeg
· Mosterdsteeg
· Nieuwsteeg
· Oosterkerksteeg
· Paardensteeg
· Paradijssteeg
· Pieterseliesteeg
· Pompsteeg
· Proostensteeg
· Schellinkhoutersteeg
· Schoolsteeg
· Schotland
· Sliep Schaar en Messteeg
· Slijksteeg
· Smelterssteeg
· Tempelsteeg
· Turfsteeg
· Watertje
· Wester St. Jansteeg
· Wijdebrugsteeg
· Wijdesteeg
· Zevenhoeksesteeg
· Zoutkeetsteeg